# Corsaire
Ne doit pas être confondu avec mercenaire, pirate ou corso (brigandage maritime).
Pour les articles homonymes, voir Corsaire (homonymie).

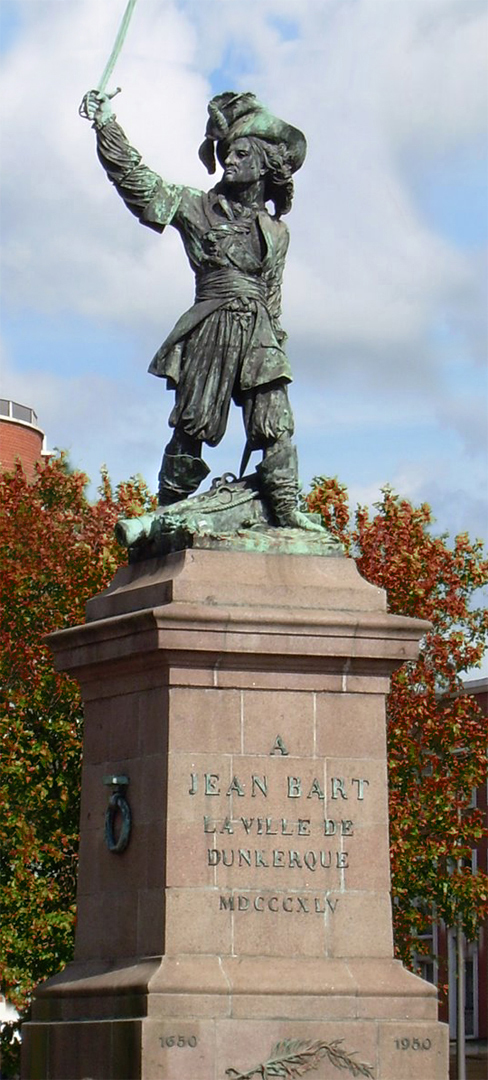
Pierre-Jean David, Monument à Jean Bart, 1845, Dunkerque, place Jean-Bart.

Un corsaire est une personne, le plus souvent l'armateur, le capitaine ou le membre de l'équipage d'un navire civil armé, autorisée par une lettre de marque (également appelée « lettre de commission » ou « lettre de course ») à attaquer en temps de guerre tout navire battant pavillon d'États ennemis, particulièrement son trafic marchand, laissant à la flotte de guerre le soin de s'attaquer aux objectifs militaires. Les corsaires ne doivent donc pas être confondus avec les pirates puisqu'ils exercent leur activité selon les lois de la guerre, uniquement en temps de guerre et avec l'autorisation de leur gouvernement. Capturés, ils ont droit au statut de prisonnier de guerre.
Cette forme de guerre navale est appelée « guerre de course ».
Le terme « corsaire » désigne le marin mais aussi le bateau.

## Étymologie

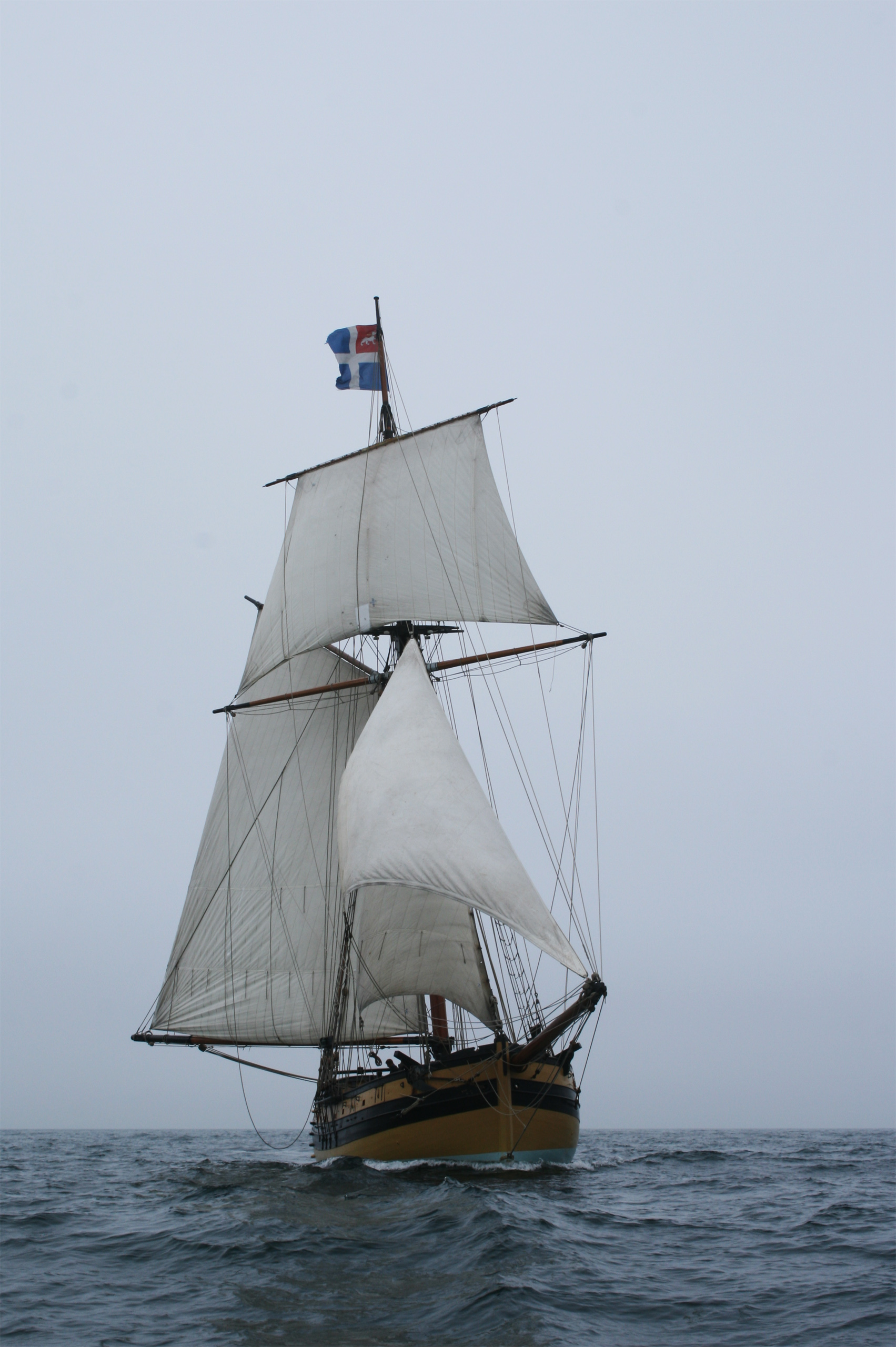
Réplique de 1991 du Renard, bateau de corsaire armé par Surcouf en 1813.

Le mot « corsaire » est emprunté à l'italien « corsaro » lui-même dérivé du latin « cursus », « course ».
Le mot « corsaire » est attesté du XVe siècle au début du XVIe siècle, mais le terme de pirate était encore utilisé comme synonyme à la fin du Moyen Âge, d'où la confusion entre les deux acceptions.

## Différence entre corsaires et pirates
Les corsaires sont des civils mandatés par « lettre de course » délivrée par les autorités de leur nation qui, en temps de guerre, combattent d'une façon indépendante, avec un statut équivalent aux militaires, les navires sous pavillon ennemi, mais sans être rattachés à un état-major, tout en obéissant aux lois de la guerre.
Les pirates, au contraire, pratiquent le banditisme. La piraterie n'a pas disparu avec la fin de la marine à voile, elle est toujours pratiquée aujourd'hui sur les océans, et notamment au large de la Corne de l'Afrique, où des navires de guerre protègent le commerce maritime sur une zone aussi étendue que le continent européen.
La confusion résulte du fait que les corsaires faisaient la guerre aux nations ennemies en s'attaquant à leur commerce et que, jusqu'à la fin du Moyen Âge, les termes de corsaire et pirate étaient employés indifféremment.
Cette apparence ne doit pas faire oublier que les corsaires respectaient les vies et les biens personnels ; seul le navire et sa cargaison faisaient l'objet de la prise, une enquête établissait si la prise avait été légitime et le bien était rendu si tel n'avait pas été le cas. Les corsaires s'attaquaient rarement aux navires de guerre, comme le montrent les recherches dans les archives françaises : sur 23 201 corsaires français embarqués entre 1692 et 1763, seuls 133 meurent au combat. Au moment des guerres de la Révolution et de l'Empire, sur 1 651 décisions du tribunal des prises, seuls 75 combats et 18 abordages sont répertoriés.
Parmi les corsaires qui ont agi sous l'autorité de leur pays figurent Francis Drake (Empire britannique) et Amaro Pargo (Empire espagnol).

## La guerre de course
La guerre de course apparaît en même temps que les États féodaux. Au Moyen Âge, les armateurs obtiennent des suzerains le « droit de représailles » lorsque leurs navires sont pillés, qui consiste à s'emparer d'une quantité de biens identique à celle qu'ils ont perdue.
La guerre de course a souvent été utilisée par un belligérant pour pallier l'insuffisance de ses moyens à l'encontre d'un adversaire disposant de la suprématie navale. Ce système est très avantageux pour l'État : le poids financier de l'armement corsaire est à la charge de l'armateur et le gouvernement touche une part dans la revente des prises opérées par le corsaire. De plus, c'est à l'armateur de payer la rançon des marins corsaires prisonniers. Prisonniers qui sont souvent finalement échangés entre nations rivales. En résumé, l'État ne paie rien et peut gagner. Dans le cas de Saint-Malo, les 120 armateurs de la ville acceptaient les risques de la Course dans l'espoir, en général récompensé, d'en retirer un bénéfice commercial une fois la guerre terminée. En effet, leur activité principale était le commerce (Chine, Indes, Yémen, Afrique, Pérou, Espagne) ; commerce qui était rendu difficile, voire risquait l'arrêt en temps de guerre. Ceux qui le pouvaient, modifiaient leurs navires pour pouvoir partir en course.
C'est ainsi la stratégie des Français contre les Britanniques pendant une grande partie du XVIIIe siècle. La guerre de course est particulièrement active pendant la guerre de Succession d'Autriche. Les pertes s’équilibrent sachant que les corsaires anglais sont très nombreux aussi. Pendant la guerre de Sept Ans, conflit naval perdu par la France, la course apparaît comme une activité de survie des ports français et les corsaires remplissent même certaines missions que n'assume plus la Marine royale. La course reprend pendant les guerres de la Révolution et de l'Empire après le départ en exil des officiers de marine (pour la plupart nobles et donc menacés par la Révolution) et la ruine de la marine d'État (Aboukir et Trafalgar). Les trois ports principaux en France étaient Dunkerque, Saint-Malo et Morlaix, suivis par Calais, Boulogne, Granville et autres. La guerre de course a été fortement utilisée — bien qu'avec des moyens plus modestes — pendant les guerres d'indépendance des Provinces Unies du Rio de la Plata (voir Guillermo Brown et Hippolyte de Bouchard) La course est abolie par la déclaration de Paris en 1856, après la Guerre de Crimée.
De même, au cours des deux guerres mondiales, bien que l'expression « corsaire » soit utilisée abusivement dans ce contexte, la marine allemande a armé des bâtiments marchands pour la guerre au commerce allié dans des théâtres secondaires où le trafic n'était pas organisé en convois (océan Indien, Pacifique, Atlantique Sud). Les aventures de ces « corsaires » sont généralement pittoresques mais sans grande conséquence sur le déroulement des deux conflits.

### Navires corsaires

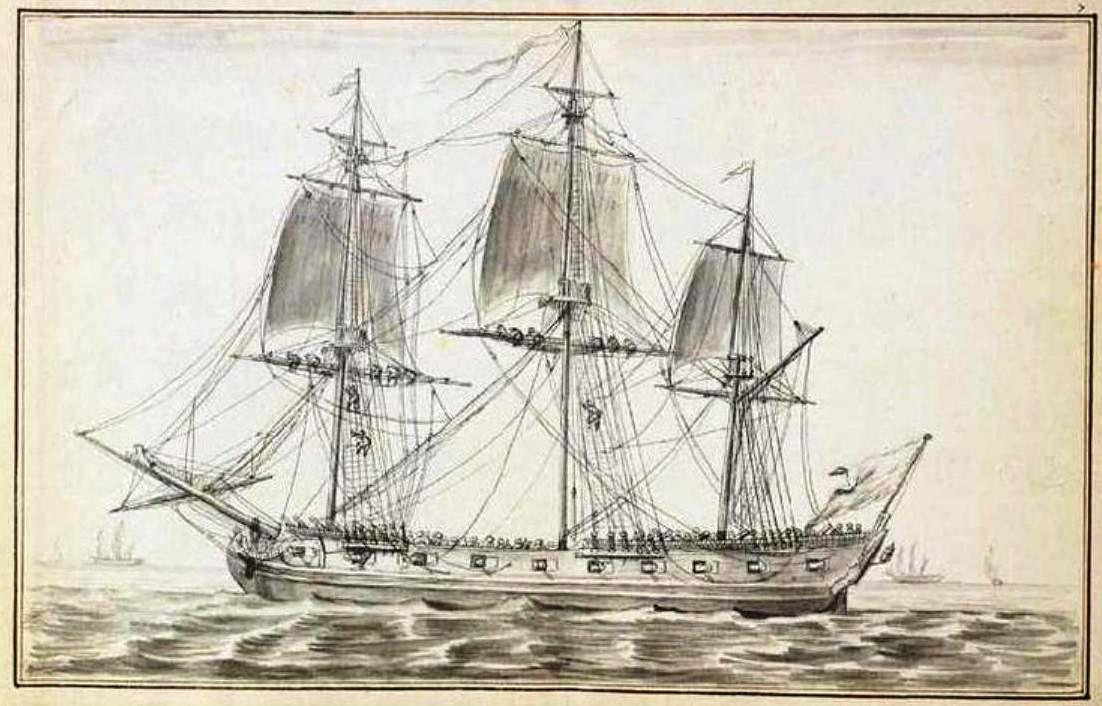
Une frégate corsaire de Dieppe en 1745. Dessin anonyme (entre 1744 et 1746), localisation inconnue.

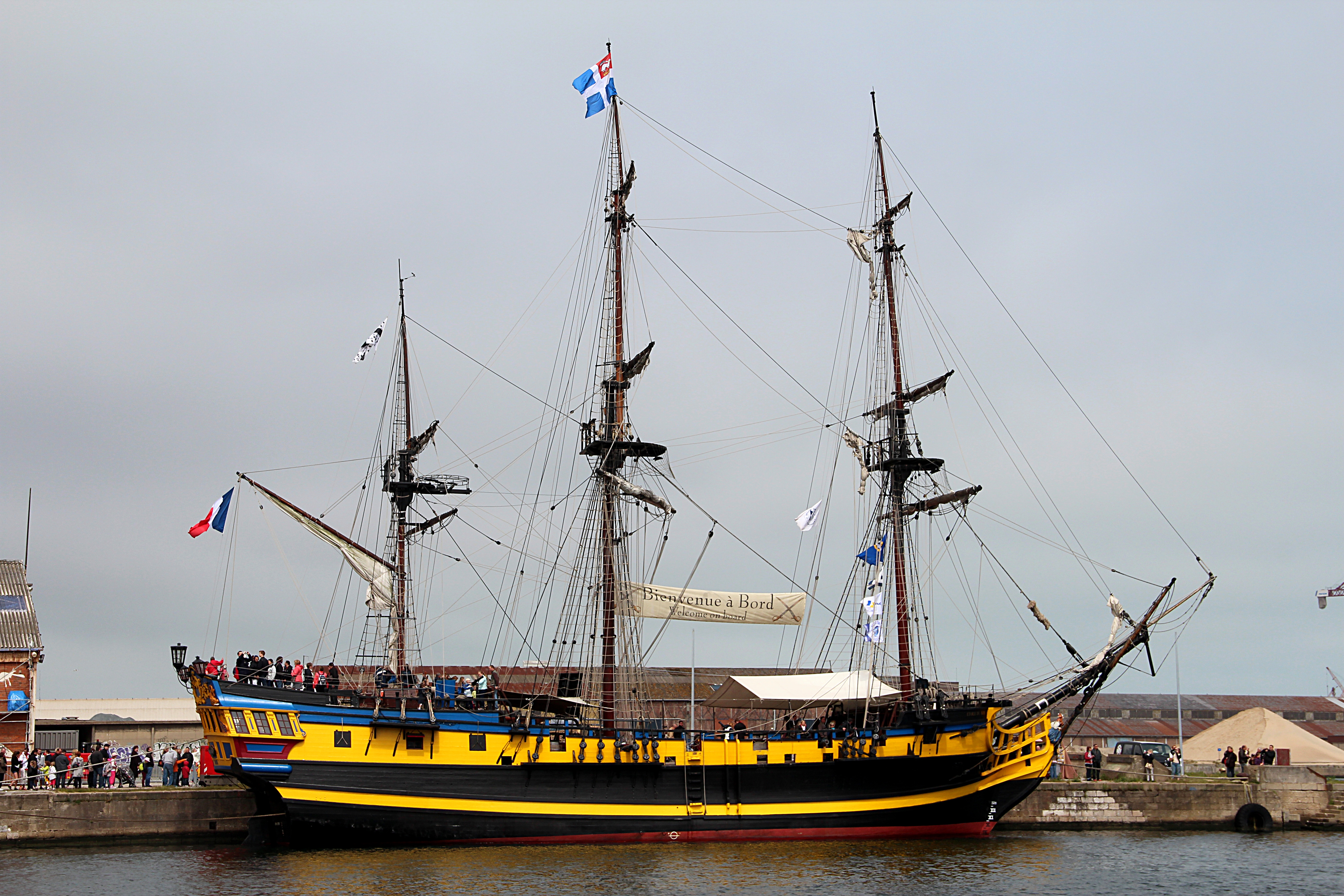
Étoile du Roy, réplique inspirée d'une frégate corsaire anglaise du XVIIIe siècle. Le gaillard de poupe abritant les logements des officiers, est réduit pour minimiser la prise au vent. La dunette en constitue la plate-forme supérieure, dédiée au poste de commandement.

Ils utilisaient souvent des navires de petite taille, rapides et manœuvrants, allant de discrets cotres, ou couramment des bricks jusqu'à, pour les plus prestigieux, des frégates. Avec ces navires, ils pouvaient exécuter des abordages en mer en utilisant plutôt la surprise que la force. Lorsque la Fortune leur souriait, ils pouvaient enlever des bateaux de fort tonnage (l'emblématique capture du Kent par la frégate la Confiance de Robert Surcouf le 7 octobre 1800). Les prises, très souvent des navires marchands, étaient donc peu propices à une activité corsaire et étaient revendues.
Un « équipage de prise » était envoyé sur le navire saisi, avec pour mission : 
- soit de le ramener à bon port pour le revendre avec sa cargaison, débarquer les prisonniers, entrer en contact avec l'armateur et lui proposer leur libération contre rançon ou par échange avec un nombre équivalent de prisonniers. Pour cela, on pouvait donner une liste de noms des marins qu'on voulait voir libérer ; Surcouf l'a fait pour son frère Nicolas mais les Britanniques désirant faire monter les enchères et se venger, firent la sourde oreille ; mal leur en prit : Surcouf ravagea de plus belle leur commerce en mer des Indes jusqu'à ce que poussés par leurs marchands de Calcutta, les Britanniques lui proposent de libérer son frère ;
- soit de continuer la course à deux navires au lieu d'un, ce qui était impossible si l'équipage ennemi était en grand nombre. En effet, il fallait alors assurer la manœuvre du navire et surveiller l'équipage prisonnier, ce qui n'allait pas sans risque.

### Une guerre très réglementée
Les corsaires faisaient la guerre selon les mêmes lois que les marins d'État, c'est-à-dire ceux de la Marine (royale puis nationale, impériale en ce qui concerne la France), mais dans un but commercial et non militaire. Ils concluaient un contrat appelé chasse-partie quelques jours avant le départ, toutes les décisions sur la destination, l'objet de l'expédition et les prises étant collectives.

#### Règles générales pendant la course
- Avoir une lettre de marque reçue de l'État pour « courir sus aux navires ennemis »[6] ; cette autorisation est caduque dès l'arrêt des hostilités. En cas de défaite, cette lettre est donnée au vainqueur, attestant de la mission donnée par le Roi, évitant la pendaison immédiate pour piraterie.
- S'il y a possibilité de s'approcher du navire ennemi par ruse en arborant un pavillon neutre ou allié, il y a une « obligation » de hisser, à partir d'une certaine distance, le pavillon véritable. En cas contraire, il s'agirait d'une traîtrise.
- Respect de la vie des prisonniers.
- Les effets personnels des marins ennemis ou des passagers ne font pas partie du butin, ils les conservent : on pose des scellés sur les coffres, malles, armoires des prisonniers (on peut lire dans des mémoires comme ceux de Garneray ou dans les archives maritimes, que les prisonniers utilisent cet argent pour soudoyer les geôliers, améliorer l'ordinaire, etc., ce qui prouve que cette obligation de respect des biens privés des prisonniers n'était pas seulement théorique mais effectivement respectée).

Seuls le navire et sa cargaison (exception faite de la période de guerre pendant laquelle des otages sont ramenés afin qu'ils fassent un compte-rendu de l'attaque) peuvent donc faire l'objet d'une prise en guerre de course, encore faut-il que la prise ait été jugée légitime par les autorités compétentes au retour de course. Les marins ennemis sont prisonniers de guerre : ils peuvent être soit libérés à la fin des hostilités, soit échangés, ou encore libérés contre rançon.

#### Règles administratives au retour de la course
- Dès que le navire était capturé, l'écrivain, sorte de commissaire de marine (créés par une ordonnance de 1543, complétée par un règlement de l'Amirauté du 20 avril 1697), montait à bord de la prise. Son but était de faire l'inventaire de la cargaison et de poser les scellés royaux afin que rien ne disparaisse.
- Le capitaine corsaire déposait à l'Amirauté son rapport de mer dont l'examen par les officiers d'administration déclenchait une procédure de plusieurs jours.
- Personne n'avait le droit de descendre à terre avant que les officiers d'administration n'aient dressé le procès-verbal d'inspection du navire, vérifié que les scellés apposés par l'écrivain de bord sur les coffres, malles et armoires de la prise fussent intacts.
- Ensuite ils apposaient leur sceau sur les écoutilles pour éviter que des parties du butin de prise ne fussent débarquées à la nuit tombée.
- Enfin, ils interrogeaient les prisonniers et les menaient vers les prisons de la ville.

Alors seulement l'équipage pouvait quitter le navire et attendait le verdict du Tribunal des prises, nécessaire avant la vente aux enchères du butin de prise.

#### Le Tribunal des prises
Le résultat de la procédure était envoyé au tribunal des prises (appelé aussi Conseil des prises), dépendance de l'Amirauté qui statuait sur la légitimité des captures.
La prise devait avoir été faite selon les lois de la guerre. En cas de forfaiture, traîtrise ou d'absence de Lettre de Course, le navire était rendu à ses armateurs.
Sous la Révolution, l'enthousiaste Surcouf, parti en guerre sans attendre d'avoir reçu sa Lettre de Course, s'est vu condamné par le Tribunal des prises de l'actuelle Île Maurice, alors territoire français.
Ce n'est qu'une fois le jugement rendu qu'il pouvait être procédé à la vente des cargaisons.
En France, le tissu pris n'était pas mis en vente mais détruit afin de préserver les manufactures nationales, selon une ordonnance royale.

### Les prises (le butin)

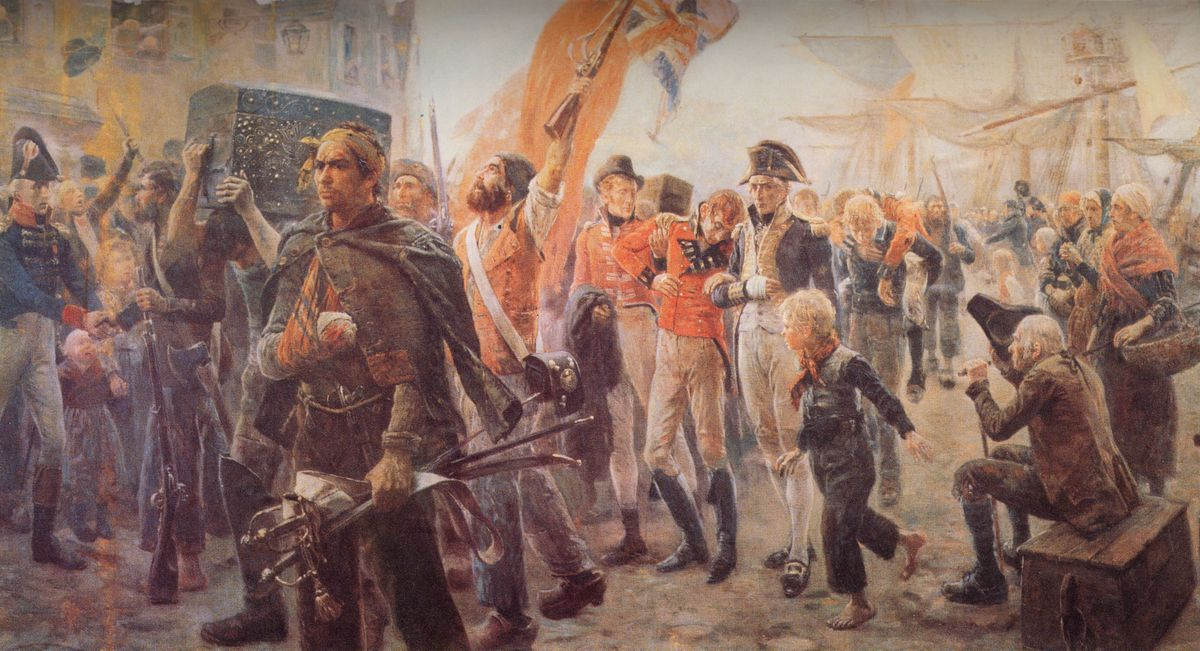
Maurice Orange, Le Retour des corsaires, 1806, musée du Vieux Granville.

En plus du navire, le butin de prise pouvait être très varié : fruits et légumes comme vin et eau-de-vie, sucre, poisson et viande (anchois, harengs, biscuits, bœuf, lard), cuirs, bois précieux, colorants (indigo), épices, café, chocolat ou, beaucoup plus rarement, sacs d'argent ou poudre d'or.
Le produit de la vente aux enchères des prises était alors partagé entre les personnes ayant collaboré à la capture de l'ennemi dans l'ordre des priorités :
- l'État (roi, République, empereur) prenait entre 10 et 20 pour cent (c'est lui qui fournissait la lettre de marque) ;
- les frais (on payait la nourriture, la poudre, les munitions, ainsi que les réparations faites durant le voyage) ;
- les veuves et les blessés (les veuves prenaient deux fois la part de leurs défunts maris, et les blessés avaient une indemnité, fixée au départ en fonction de la partie du corps manquante, en plus de leur part) ;
- l'armateur (ou le groupement d'armateurs lorsque les frais d'armement étaient importants) prenait ensuite 30 pour cent du reste ;
- enfin, chaque homme avait sa part en fonction de sa place dans l'équipage (le mousse=demi-part, le capitaine=25 parts, le chirurgien=25 parts, etc.).

À partir du XVIIe siècle, l'État se contente de droits d'enregistrement réduits afin d'encourager la prise de risque des armateurs. Le partage des prises devient alors : 2⁄3 pour l'armateur, 1⁄3 pour l'équipage.
Pour davantage d'informations, consulter les articles sur les navires corsaires.

## Le déroulement des combats

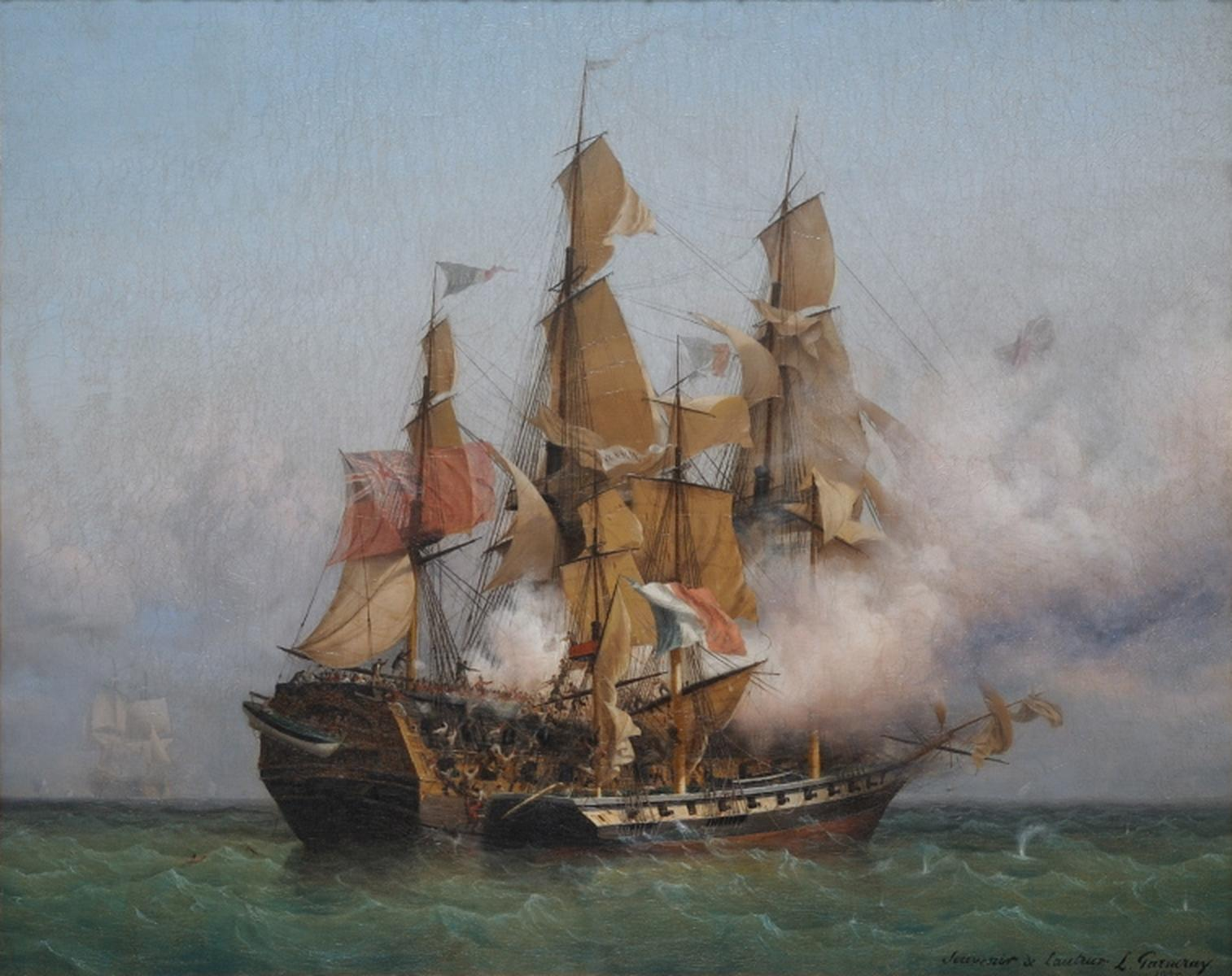
Ambroise-Louis Garneray, Abordage du Kent (vers 1850), Paris, musée national de la Marine. La Confiance aborde le Kent dans l'océan Indien en 1800. Il s'agit de l'un des rares combats menés en course.

La plupart du temps, il y avait peu de combats ou alors ils étaient très courts. La guerre à mort est une notion récente, tandis que la guerre d'extermination n'était pas dans la psychologie du temps, mais plutôt est apparue lors de la Révolution française, tout en étant pratiquée dès l'Antiquité et pendant tout le Moyen Âge. La vie de marin était rude, personne n'éprouvait le besoin de rajouter d'autres souffrances à celles déjà vécues par le simple exercice du métier.
Les corsaires étant tenus par leur lettre de marque de respecter les lois de la guerre, ils doivent arborer le pavillon de la nation pour laquelle ils font la course. Dans le cas contraire, ils sont tenus pour pirates. Le but de l'abordage est de prendre les couleurs de l'adversaire. S'emparer du drapeau ennemi marque la fin des combats. Cette règle est respectée et tout marin peut être pendu sur le champ par son propre équipage s'il y contrevient. Le but de la Course n'est pas la mort de l'équipage ou la destruction du navire adverse mais sa prise. Un mort est une rançon de moins ou un prisonnier en moins à échanger.
À noter la différence entre corsaires anglais et français : les corsaires anglais étaient payés avant de partir en course, tandis que les Français fonctionnaient à la commission. Ces derniers n'étaient payés qu'en cas de prise, d'où une plus grande combativité de leur part. Là où les Anglais voyant le vent tourner pouvaient décrocher leurs propres couleurs pour éviter toute blessure, leurs familles ayant déjà touché une partie de leur salaire, les corsaires français (Malouins surtout) étaient tenus de vaincre pour nourrir les leurs.
Cependant, la politique des pontons (navires désarmés dans lesquels les Britanniques parquaient leurs prisonniers dans un tel entassement que le taux de mortalité y était très élevé) à partir de la guerre de Sept Ans pousse les marins français à une lutte beaucoup plus acharnée, les évadés des pontons ayant retiré de leurs conditions de détention une haine de la Grande-Bretagne, sentiment quasi inconnu jusqu'alors.

### Tactique
La plupart du temps, le corsaire se mettait dans le sillage de l'ennemi pour ne pas être dans l'axe de ses canons.
Un coup de semonce était tiré si le navire montrait qu'il se rendait en baissant son pavillon. On envoyait alors quelques hommes conduits par un officier prendre possession du navire ; sinon l'abordage avait lieu.
Pour l'abordage le corsaire se plaçait perpendiculairement à l'ennemi (d'où l'importance d'avoir un navire rapide et bien manœuvrant) et engageait son beaupré sur le pont de l'adversaire.
Il pouvait aussi l'engager de bout en bout : la proue contre la poupe de l'ennemi.
L'équipage était couché sur le pont pour se protéger et cacher son nombre (s'il était peu nombreux).
Le corsaire préparait l'abordage par un tir nourri de mitraille pour dégager le pont ennemi avec caronades et couleuvrines et aussi des tirs depuis la mâture (d'où l'on avait une meilleure vision) assurés par le chirurgien (qui ne montait pas à l'abordage), le mousse, le cuisinier, l'écrivain… Le but de ces tirs précis était de désorganiser l'adversaire en visant les officiers.
On jetait les grappins et l'équipage s'élançait.
Il était fréquent que des hommes tombent entre les deux navires et soient écrasés : Duguay-Trouin, lors de son premier combat a été marqué à vie par la vision d'un homme à la tête écrasée entre les deux coques ; Garneray a assisté à la même scène.
Le but du combat était de s'emparer d'un navire et de sa cargaison, d'obtenir une rançon de l'équipage. On tirait à démâter avec des boulets ramés (art dans lequel les artilleurs français étaient passés maîtres), à la mitraille sur la dunette où se tenaient les officiers, rarement à tuer, en « tirant dans le tas ». Le 31 août 1800, Surcouf, qui commandait La Confiance, une frégate de 18 canons avec un équipage de 190 hommes, s'est vu obligé de le faire lors de la prise du vaisseau de 40 canons, le Kent, qui avait à son bord 437 marins et soldats. En effet, en plus de son équipage, le Kent embarquait deux compagnies d'infanterie rejoignant leur garnison. Les soldats chargèrent, bousculant les marins français : Robert Surcouf fit déplacer un canon de son sabord pour le tourner sur la partie du pont d'où venait cette attaque et tirer à mitraille, ce qui arrêta net la contre-attaque des Anglais.
Le combat se déroulait à l'arme légère : pistolet, fusil, pique, hache d'abordage, sabre d'abordage (dit aussi « cuiller à pot », d'où l'expression « régler les choses en deux coups de cuillère à pot »).

### Anecdotes
- La Royal Navy et les corsaires mandatés par la couronne britannique ont effectué environ 35 000 captures au cours des 14 guerres navales menées par cette dernière entre 1652 et 1817.
- On vivait alors la « Guerre en dentelles» et il est arrivé qu'un capitaine corsaire n'ayant pas le nombre d'hommes suffisant, fasse payer directement au capitaine ennemi la rançon de son navire et de son équipage et même les libère avec promesse de rendre des prisonniers en échange[réf. nécessaire].
- Garneray raconte dans ses souvenirs, qu'un capitaine britannique qui s'était rendu sans combattre, montant à bord du navire français pour la reddition, constatait que les Français étaient peu nombreux ; il déclara que s'il avait su, il aurait combattu et que les Français ne l'auraient pas pris. Comme son ton méprisant agaçait le capitaine corsaire français, celui-ci déclara qu'il n'avait qu'à remonter sur son navire et qu'on allait donc combattre. Selon Garneray, le Britannique devint tout pâle et n'insista pas.
- Lors de la prise d'un navire anglais, le capitaine de celui-ci toisa le célèbre corsaire français Surcouf et déclara : « Vous les Français vous vous battez pour l'argent, nous les Anglais nous nous battons pour l'honneur. » À cela, Surcouf répondit : « Vous avez raison capitaine, chacun se bat pour ce qu'il n'a pas ! »[11]

## Abolition de la guerre de course par le traité de Paris de 1856
La guerre de course est abolie en 1856 par le traité de Paris qui met fin à la guerre de Crimée. Ce traité est signé par presque toutes les grandes puissances de l'époque, soit 52 États, à l'exception notable de l'Espagne et des États-Unis. Ceux-ci souhaitaient obtenir une exemption complète de prise en mer pour la propriété privée mais, leur amendement n'ayant pas été accepté par toutes les puissances, ils ont retiré leur adhésion formelle. Lors de la guerre hispano-américaine, les deux belligérants conviennent de respecter le traité et en 1899, le Congrès des États-Unis promulgue une loi rendant illégal de saisir des bateaux ou de distribuer la moindre prise.
En France, le dernier corsaire est Étienne Pellot (1765-1856).

## De 1856 à nos jours

### «Tactique corsaire» de navires allemands pendant les deux guerres mondiales
Les pays signataires du traité cessèrent leur activité de course dans les conflits suivants dans lesquels ils furent engagés.
L'Allemagne au cours des deux derniers conflits mondiaux mena des activités qui sont quelquefois erronément qualifiées de corsaires :
- au cours de la Première Guerre mondiale, l’Empire allemand utilisa un navire de commerce, le Seeadler, commandé par Felix von Luckner, officier de la Marine impériale. En mettant à profit son apparence de navire de commerce, il pouvait approcher les navires marchands ennemis ;
- au cours de la Seconde Guerre mondiale, afin de désorganiser le commerce britannique, le Troisième Reich utilisa des navires marchands pour porter le conflit dans les océans de l'hémisphère Sud. Ces navires furent armés, leurs superstructures modifiées et ils arborèrent des pavillons de pays neutres. Ainsi transformés en croiseurs auxiliaires, ils ont sillonné l'océan Indien austral notamment entre 1940 et 1941. L’Atlantis (coulé par le croiseur britannique Devonshire le 21 novembre 1941), le Pinguin (coulé par le Cornwall), le Komet écumèrent les eaux des îles Kerguelen. Il y eut également l’Orion, le Widder, le Thor, le Kormoran (coulé par le croiseur australien Sydney), le Michel (coulé devant le Japon) et le Stier (coulé par un navire américain en Atlantique sud), qui ont écumé tous les océans du monde[12].

Dans les deux cas, ces navires étaient commandés par des officiers de marine, qui agissaient certes en totale autonomie et sur un navire à l'origine civil, mais sur ordre reçu de l'Amirauté et surtout sans lettre de course puisque la Prusse avait signé le traité de Paris abolissant la course en 1856.
Il ne s'agit donc pas de corsaires (défini par la possession d'une lettre de course) mais de navires faisant la guerre selon une tactique dont seules quelques apparences peuvent éventuellement rappeler la guerre de course.

### Une activité toujours légale aux États-Unis
Selon la Constitution américaine, le Congrès conserve le droit de « déclarer la guerre, d'accorder des lettres de marque et de représailles et d'établir des règlements concernant les prises sur terre et sur mer » (Article 1, section VIII).
L'administration Bush, après les attentats du 11 septembre 2001, a souhaité renforcer le droit constitutionnel de prises en mer en voulant faire voter une loi, September 11 Marque and Reprisal Act of 2001, qui autorise le département d'État à octroyer des lettres de marque sans attendre l'aval du Congrès. Ainsi des personnes ou des sociétés pourraient se voir confier des missions militaires navales offensives. Mais ce texte n'a pas été adopté. D'autres tentatives de conférer au Président des États-Unis le droit d'octroyer des lettres de marque ont été débattues au Congrès en 2007 et 2009 mais n'aboutirent pas.